# Nekrolog 4. Quartal 1942
Nekrolog
◄◄
| ◄
| 1938
| 1939
| 1940
| 1941
| 1942 | 1943 | 1944 | 1945 | 1946 | ► | ►►
1. Quartal |
2. Quartal |
3. Quartal |
4. Quartal 1942
Weitere Ereignisse | Allgemeiner Nekrolog 1942
Die Beschreibung der verstorbenen Person sollte so kurz wie möglich gehalten sein und nur deren signifikante Tätigkeit(en) enthalten.
Neue Namen ggf. auch unter dem Geburts- und Sterbedatum, also etwa unter 1. Januar und im Geburts- und Sterbejahr (2024) eintragen (nur bei entsprechender großer Wichtigkeit). Für Beispiele siehe die schon vorhandenen Artikel.
Außerdem über die fünf zuletzt Verstorbenen, zu denen es einen ausreichend guten Artikel für eine Präsentation auf der Hauptseite gibt, nach der todesbedingten Überarbeitung der Artikel ggf. auch unter Wikipedia Diskussion:Hauptseite informieren und sie am besten auch in den anderen Wikipedia-Sprachversionen eintragen. Tipp: Regelmäßig bei news.google.de nach „ist tot“, „gestorben“ oder „verstorben“ suchen.
Wenn eine Person gestorben ist, gibt es viele Seiten zu dieser Person in der Wikipedia, die davon auch betroffen sind und entsprechend aktualisiert werden müssen. Beispiele: Namenübersichtsseite, Geburtsjahr, Geburtsort-Seiten und viele mehr.
Wie finde ich die betroffenen Seiten?
Im Suchfeld auf der linken Seite gibt man den Suchbegriff so ein: „Vorname Nachname“. Dann klickt man auf Volltext und alle Seiten mit entsprechendem Suchtext werden aufgerufen. Hier sieht man dann schnell, wo auch das Todesjahr Sinn macht oder sogar ein Teil des Artikels angepasst werden muss. Auch hilft das „Werkzeug“ auf der linken Seite sehr gut, um solche Seiten aufzufinden: „Links auf diese Seite“. Somit ist die Wikipedia wieder aktuell in allen Bereichen! Hinweis: bei Eintragung der Kategorie „Gestorben JAHR“ wird der Missbrauchsfilter 49 ausgelöst, was jedoch nicht schlimm ist. Siehe: Spezial:Missbrauchsfilter/49
Dies ist eine Liste von im vierten Quartal 1942 verstorbenen bekannten Persönlichkeiten. Die Einträge erfolgen innerhalb der einzelnen Daten alphabetisch sortiert. Tiere sind im Nekrolog für Tiere zu finden.

## Oktober
| Tag         | Name                                   | Beruf, bekannt als                                                                                              | Alter | Beleg |
| ----------- | -------------------------------------- | --- | ----- | ----- |
| 1. Oktober  | Antonio Maria Arrègui                  | spanischer Ordenspriester und Moraltheologe                                                                     | 74    |       |
| 1. Oktober  | Hermann Frank                          | deutscher Chirurg, Sachbuchautor und Publizist                                                                  | 84    |       |
| 1. Oktober  | Jan Jebavý                             | tschechischer Augenarzt und Hochschullehrer, Widerstandskämpfer gegen das NS-Regime                             | 34    |       |
| 1. Oktober  | Max Lichtenstein                       | deutscher Jurist und Kommunalpolitiker                                                                          | 82    |       |
| 1. Oktober  | Ants Piip                              | estnischer Diplomat und Politiker                                                                               | 58    |       |
| 1. Oktober  | Hinko Smrekar                          | slowenischer Maler, Zeichner, Karikaturist, Grafiker und Illustrator                                            | 59    |       |
| 1. Oktober  | Heinz Wengler                          | deutscher Radsportler                                                                                           | 30    |       |
| 2. Oktober  | Carl Alstrup                           | dänischer Schauspieler, Regisseur, Drehbuchautor und Sänger                                                     | 65    |       |
| 2. Oktober  | Adolf Baumgarten                       | deutscher Boxer                                                                                                 | 27    |       |
| 2. Oktober  | Johannes Bresler                       | deutscher Arzt und Psychiater                                                                                   | 76    |       |
| 2. Oktober  | Aleksander Jaakson                     | estnischer Generalmajor und Politiker, Bildungsminister                                                         | 50    |       |
| 2. Oktober  | Adolph Larsen                          | dänischer Landschaftsmaler                                                                                      | 85    |       |
| 3. Oktober  | Oleksa Borkanjuk                       | ukrainischer Politiker                                                                                          | 41    |       |
| 3. Oktober  | František Čech-Vyšata                  | tschechischer Reiseschriftsteller                                                                               | 61    |       |
| 3. Oktober  | Karl Irsa                              | österreichischer Landwirt und Politiker (CSP), Abgeordneter zum Nationalrat                                     | 55    |       |
| 3. Oktober  | Alfred Jurke                           | deutscher Widerstandskämpfer gegen den Nationalsozialismus                                                      | 43    |       |
| 3. Oktober  | Willibald von Langermann und Erlencamp | deutscher Offizier, zuletzt General der Panzertruppe im Zweiten Weltkrieg                                       | 52    |       |
| 3. Oktober  | Max Malini                             | US-amerikanischer Zauberkünstler                                                                                |       |       |
| 3. Oktober  | Josef Zilliken                         | deutscher, katholischer Priester, NS-Opfer und KZ-Häftling                                                      | 70    |       |
| 4. Oktober  | Auguste Bollnow                        | deutsche Widerstandskämpferin                                                                                   | 68    |       |
| 4. Oktober  | Richard Deinhardt                      | deutscher Verwaltungsjurist                                                                                     | 76    |       |
| 4. Oktober  | Gustav Hoch                            | deutscher Politiker (SPD), MdR                                                                                  | 80    |       |
| 4. Oktober  | Nikolai Alexandrowitsch Miljutin       | russischer und sowjetischer Revolutionär, Politiker und Architekturtheoretiker                                  | 52    |       |
| 4. Oktober  | Clara Caroline Schachne                | deutsche Schriftstellerin und Journalistin                                                                      | 84    |       |
| 4. Oktober  | Albert Vogt                            | Schweizer Historiker und Byzantinist                                                                            | 68    |       |
| 5. Oktober  | Theobald Baerwart                      | Schweizer Mundartdichter                                                                                        | 70    |       |
| 5. Oktober  | Josef Jellinek                         | österreichischer Journalist, Opfer des Holocaust                                                                |       |       |
| 5. Oktober  | Fritz Junkermann                       | deutscher Theater- und Stummfilmschauspieler, Kabarettist, Vortragskünstler                                     | 58    |       |
| 5. Oktober  | Heinrich Klebahn                       | deutscher Mykologe und Botaniker                                                                                | 83    |       |
| 5. Oktober  | Dorothea Klumpke                       | US-amerikanische Astronomin                                                                                     | 81    |       |
| 5. Oktober  | Heinrich List                          | deutscher Landwirt, Gerechter unter den Völkern                                                                 | 60    |       |
| 5. Oktober  | Franz Matsch                           | österreichischer Maler und Bildhauer des Jugendstils                                                            | 81    |       |
| 5. Oktober  | Oskar von der Osten-Warnitz            | preußischer Politiker                                                                                           | 80    |       |
| 6. Oktober  | Ans van den Berg                       | niederländische Malerin und Zeichnerin                                                                          | 69    |       |
| 6. Oktober  | Herbert Brede                          | estnischer Generalmajor                                                                                         | 54    |       |
| 6. Oktober  | Israel Finkelscherer                   | deutscher Rabbiner in München                                                                                   | 76    |       |
| 6. Oktober  | Franz Geueke                           | deutscher Journalist und Widerstandskämpfer gegen den Nationalsozialismus                                       | 54    |       |
| 6. Oktober  | Iwamoto Yoshiharu                      | japanischer Journalist und Literaturkritiker                                                                    | 79    |       |
| 6. Oktober  | Otto Krack                             | Schriftleiter bei für die Zeitung Die Woche                                                                     | 77    |       |
| 6. Oktober  | Albert Kramer                          | deutscher Kommunalbeamter, Kölner Stadt- und Finanzdirektor                                                     | 55    |       |
| 6. Oktober  | Erich Kuttner                          | deutscher Journalist, Autor, Landtagsabgeordneter in Preußen, Emigrant und Widerstandskämpfer, MdL              | 55    |       |
| 7. Oktober  | Karl Drews                             | österreichischer Schauspieler                                                                                   | 40    |       |
| 7. Oktober  | Otto Eppenstein                        | deutscher Physiker im Fachbereich Optik                                                                         | 66    |       |
| 7. Oktober  | Norman Gale                            | englischer Kinderbuchautor, Lyriker und Erzähler                                                                | 80    |       |
| 7. Oktober  | Henry Gleditsch                        | norwegischer Schauspieler, Regisseur und Theaterintendant                                                       | 39    |       |
| 7. Oktober  | Herman Salomonson                      | niederländischer Journalist und Schriftsteller                                                                  | 50    |       |
| 7. Oktober  | Jean Strohl                            | französisch-schweizerischer Zoologe, Wissenschaftshistoriker und Hochschullehrer                                | 56    |       |
| 8. Oktober  | Walter Cohen                           | deutscher Kunsthistoriker, Kunstsammler und Kurator                                                             | 62    |       |
| 8. Oktober  | Wilhelm Crönert                        | deutscher klassischer Philologe und Papyrologe                                                                  | 68    |       |
| 8. Oktober  | Ies Monnikendam                        | niederländischer Schauspieler und Opfer des Holocausts                                                          | 57    |       |
| 8. Oktober  | Gábor Steiner                          | tschechoslowakischer Politiker (KPTsch)                                                                         | 55    |       |
| 8. Oktober  | Sergei Alexejewitsch Tschaplygin       | sowjetischer Aerodynamiker                                                                                      | 73    |       |
| 8. Oktober  | Marie Woermann                         | deutsche Malerin und Graphikerin                                                                                | 90    |       |
| 9. Oktober  | Fritz Baumann                          | Schweizer Maler                                                                                                 | 56    |       |
| 9. Oktober  | Adolf Findeisen                        | deutscher Politiker (DVP), MdR                                                                                  | 83    |       |
| 9. Oktober  | Adolf Innerkofler                      | römisch-katholischer Geistlicher und Schriftsteller                                                             | 69    |       |
| 9. Oktober  | Albert Peter Low                       | kanadischer Geologe                                                                                             | 81    |       |
| 9. Oktober  | Jesse H. Metcalf                       | US-amerikanischer Politiker (Republikanische Partei)                                                            | 81    |       |
| 9. Oktober  | Arthur Ernst Rutra                     | österreichischer expressionistischer Dramatiker, Schriftsteller, Journalist, Lektor und Übersetzer              | 50    |       |
| 9. Oktober  | Zoltán Schönherz                       | ungarischer kommunistischer Politiker, Widerstandskämpfer                                                       | 37    |       |
| 9. Oktober  | Símun av Skarði                        | färöischer Lehrer für Geschichte und Sprachen                                                                   | 70    |       |
| 9. Oktober  | Max Starkmann                          | österreichischer Violinist und Bratschist                                                                       | 62    |       |
| 9. Oktober  | Alois Zettler                          | deutscher Elektrotechniker                                                                                      | 88    |       |
| 10. Oktober | Thomas Holenstein                      | Schweizer Jurist und Politiker                                                                                  | 83    |       |
| 10. Oktober | Raimund Kull                           | estnischer Komponist und Dirigent                                                                               | 60    |       |
| 10. Oktober | Richard von Schaukal                   | österreichischer Dichter                                                                                        | 68    |       |
| 11. Oktober | Adolf Busse                            | deutscher Klassischer Philologe und Gymnasiallehrer                                                             | 85    |       |
| 11. Oktober | Leonid Wladimirowitsch Nikolajew       | ukrainisch-russischer Pianist, Komponist und Musikpädagoge                                                      | 64    |       |
| 11. Oktober | Pjotr Borissowitsch Rjasanow           | russischer Komponist, Musikwissenschaftler und Hochschullehrer                                                  | 42    |       |
| 12. Oktober | Milo Burnell Evarts                    | US-amerikanischer Soldat                                                                                        | 29    |       |
| 12. Oktober | Emil Geyer                             | österreichischer Theaterregisseur                                                                               | 69    |       |
| 12. Oktober | Gotō Aritomo                           | Konteradmiral der Kaiserlich Japanischen Marine                                                                 | 54    |       |
| 12. Oktober | Hans Gebhard von Kotze                 | deutscher Generalleutnant                                                                                       | 53    |       |
| 12. Oktober | Heinrich Bernhard Nitsche              | sächsischer Staatsbeamter                                                                                       | 81    |       |
| 12. Oktober | Ewald von Massow                       | deutscher Generalmajor und SS-Gruppenführer                                                                     | 73    |       |
| 12. Oktober | Édouard Nanny                          | französischer Kontrabassist, Komponist und Instrumentalpädagoge                                                 | 70    |       |
| 12. Oktober | Alex Schöngrün                         | deutscher Landschafts- und Marinemaler                                                                          | 88    |       |
| 12. Oktober | Roman Sitko                            | polnischer Priester und Seliger der katholischen Kirche                                                         | 62    |       |
| 13. Oktober | Hans Lehnert                           | deutscher Sozialist und Publizist                                                                               | 42    |       |
| 13. Oktober | Hermann Sachse                         | deutscher Politiker (SPD), MdR                                                                                  | 80    |       |
| 13. Oktober | Friedrich Stoiber                      | deutscher römisch-katholischer Geistlicher, Mill-Hill-Missionar und Märtyrer                                    | 38    |       |
| 14. Oktober | Salomon Samuel                         | deutscher Rabbiner, Philologe und Autor                                                                         | 75    |       |
| 14. Oktober | Yamaguchi Noboru                       | zweiter Bandenchef der Yamaguchi-gumi                                                                           |       |       |
| 15. Oktober | Otto Autenrieth                        | deutscher Musikpädagoge, Volksliedsammler und politischer Schriftsteller                                        | 74    |       |
| 15. Oktober | Wilhelm Kroner                         | deutscher Jurist                                                                                                | 72    |       |
| 15. Oktober | Władysław Miegoń                       | polnischer Militärgeistlicher, als Märtyrer seliggesprochen                                                     | 50    |       |
| 15. Oktober | John Sieg                              | deutscher Journalist und Widerstandskämpfer gegen den Nationalsozialismus                                       | 39    |       |
| 15. Oktober | Matthias Wörndle                       | deutscher Skilangläufer und -bergsteiger                                                                        | 32    |       |
| 16. Oktober | Ferdinand Hoff                         | deutscher Lehrer und Politiker (FVP, DDP), MdR                                                                  | 75    |       |
| 16. Oktober | Leopold Pötsch                         | österreichischer Realschullehrer, Lehrer von Adolf Hitler                                                       | 88    |       |
| 16. Oktober | George K. Shuler                       | US-amerikanischer Offizier und Politiker                                                                        | 57    |       |
| 16. Oktober | Heinrich Trambauer                     | Fahnenträger der Nationalsozialisten während des Hitlerputsches                                                 | 43    |       |
| 17. Oktober | Sally Dormits                          | niederländischer Kommunist und Leiter der Widerstandsgruppe Nederlandse Volksmilitie                            | 33    |       |
| 17. Oktober | Franz Jacobi                           | deutscher Theaterschauspieler                                                                                   | 75    |       |
| 17. Oktober | Sebastião Leme da Silveira Cintra      | brasilianischer Geistlicher, Erzbischof von Rio de Janeiro und Kardinal                                         | 60    |       |
| 17. Oktober | Carl Mayr                              | österreichischer Trachtendesigner und Wirt                                                                      | 66    |       |
| 17. Oktober | Heinrich Rieger                        | österreichischer Zahnarzt und Kunstsammler                                                                      | 73    |       |
| 17. Oktober | Franz Ruschmann                        | deutscher Zeuge Jehovas und Widerstandskämpfer gegen den Nationalsozialismus                                    | 32    |       |
| 18. Oktober | Hans Böhmcker                          | nationalsozialistischer Senator der Hansestadt Lübeck                                                           | 42    |       |
| 18. Oktober | Ernst Kohlschütter                     | deutscher Astronom, Geophysiker, Geodät und Nautiker                                                            | 72    |       |
| 18. Oktober | Martha Lasker                          | deutsche Schriftstellerin                                                                                       | 74    |       |
| 18. Oktober | Michail Wassiljewitsch Nesterow        | russischer Maler                                                                                                | 80    |       |
| 19. Oktober | Flora Biach                            | österreichische Kunsthistorikerin                                                                               | 65    |       |
| 19. Oktober | Paul Nikolaus Cossmann                 | deutscher Journalist und Kulturphilosoph                                                                        | 73    |       |
| 19. Oktober | Egon Schönhof                          | österreichischer Rechtsanwalt und Politiker (KPÖ)                                                               | 62    |       |
| 19. Oktober | Wilhelm Wechselmann                    | deutscher Dermatologe                                                                                           | 82    |       |
| 19. Oktober | Wassili Petrowitsch Wassiljew          | sowjetischer Generalleutnant                                                                                    | 45    |       |
| 20. Oktober | Josef Javůrek                          | böhmisch-tschechoslowakischer Fechter                                                                           | 66    |       |
| 20. Oktober | Otto von Koppelow                      | preußischer Generalleutnant                                                                                     | 79    |       |
| 20. Oktober | Charles Maquet                         | französischer Romanist, Altphilologe, Grammatiker und Lexikograf                                                | 78    |       |
| 20. Oktober | Dante Carlo Munerati                   | italienischer Ordenspriester und römisch-katholischer Bischof                                                   | 73    |       |
| 20. Oktober | Friedrich Münzer                       | deutsch-jüdischer Klassischer Philologe                                                                         | 74    |       |
| 20. Oktober | May Robson                             | australische Schauspielerin                                                                                     | 84    |       |
| 20. Oktober | Friedrich August Stock                 | deutscher Bratscher, Dirigent und Komponist                                                                     | 69    |       |
| 20. Oktober | Richard Wagenbauer                     | deutscher Politiker (NSDAP), MdR und SA-Führer                                                                  | 46    |       |
| 21. Oktober | Charles Dorian                         | US-amerikanischer Regieassistent und Filmschauspieler                                                           | 51    |       |
| 21. Oktober | Arnold Holitscher                      | österreichischer Arzt und Aktivist der Arbeiter-Abstinenten-Bewegung                                            | 83    |       |
| 21. Oktober | John Joachim                           | US-amerikanischer Ruderer                                                                                       | 68    |       |
| 21. Oktober | Manass Neumark                         | deutscher Rabbiner                                                                                              | 67    |       |
| 21. Oktober | William Robinson Pattangall            | US-amerikanischer Jurist und Politiker                                                                          | 77    |       |
| 21. Oktober | William Arthur Satchell                | neuseeländischer Romancier, Verleger, Journalist und Unternehmer                                                | 81    |       |
| 22. Oktober | Pascal Fauvel                          | französischer Bogenschütze                                                                                      | 60    |       |
| 22. Oktober | Clara Israel                           | deutsche Sozialarbeiterin und erster weiblicher Magistratsrat in Preußen                                        | 65    |       |
| 22. Oktober | Victor Joß                             | österreichischer Musikwissenschaftler, Übersetzer, Journalist, Pianist und Komponist                            | 73    |       |
| 22. Oktober | Jenő Krúdy                             | ungarischer Mediziner und Amateurastronom                                                                       |       |       |
| 22. Oktober | Hilde Ottenheimer                      | deutsche Soziologin                                                                                             | 45    |       |
| 22. Oktober | Kristian Sandfeld                      | dänischer Romanist                                                                                              | 69    |       |
| 22. Oktober | Olga Svendsen                          | dänische Schauspielerin                                                                                         | 59    |       |
| 22. Oktober | Sybren Tulp                            | niederländischer Soldat und Polizeipräsident                                                                    | 51    |       |
| 22. Oktober | Clara de Vries                         | niederländischer Jazz-Trompeterin                                                                               | 26    |       |
| 22. Oktober | Scott Wilson                           | US-amerikanischer Jurist und Politiker                                                                          | 72    |       |
| 23. Oktober | Gustav Jungbauer                       | deutsch-böhmischer Volkskundler                                                                                 | 56    |       |
| 23. Oktober | Heinrich Ruster                        | deutscher Schriftsteller und Widerstandskämpfer gegen den Nationalsozialismus                                   | 58    |       |
| 24. Oktober | Gustav Ampt                            | deutscher Eisenbahningenieur                                                                                    | 89    |       |
| 24. Oktober | Hans Beck                              | deutscher Mathematiker                                                                                          | 66    |       |
| 24. Oktober | Herbert Grasse                         | deutscher Widerstandskämpfer gegen den Nationalsozialismus (Rote Kapelle)                                       | 32    |       |
| 24. Oktober | Anna Letenská                          | tschechische Schauspielerin                                                                                     | 38    |       |
| 24. Oktober | James C. Morton                        | US-amerikanischer Schauspieler                                                                                  | 58    |       |
| 24. Oktober | Ralph Rainger                          | US-amerikanischer Komponist und Textdichter                                                                     | 41    |       |
| 24. Oktober | Wilhelm Sartorius                      | preußischer Landrat                                                                                             | 78    |       |
| 24. Oktober | Caroline Spurgeon                      | englische Literaturwissenschaftlerin                                                                            | 73    |       |
| 24. Oktober | Georg Stumme                           | deutscher Offizier und General der Panzertruppe im Zweiten Weltkrieg                                            | 56    |       |
| 25. Oktober | Paul Firket                            | belgischer katholischer Geistlicher und NS-Opfer                                                                | 43    |       |
| 25. Oktober | Gaudenz Issler                         | Schweizer Unternehmer und Politiker                                                                             | 89    |       |
| 25. Oktober | Thomas Klimann                         | österreichischer Politiker (GDVP), Abgeordneter zum Nationalrat, Mitglied des Bundesrates                       | 66    |       |
| 25. Oktober | Ubaldo Oppi                            | italienischer Maler                                                                                             | 53    |       |
| 25. Oktober | Alexei Andrejewitsch Samkow            | sowjetischer Arzt und Biologe                                                                                   |       |       |
| 26. Oktober | Thomas Coe                             | britischer Wasserballspieler                                                                                    | 68    |       |
| 26. Oktober | Siegmund Deutsch                       | deutscher Bauingenieur und Hochschullehrer                                                                      | 78    |       |
| 26. Oktober | Wilhelm Finnemann                      | deutscher Missionsbischof und Märtyrer                                                                          | 59    |       |
| 26. Oktober | Max Kruse                              | deutscher Bildhauer und Bühnenbildner                                                                           | 88    |       |
| 26. Oktober | Guido Leser                            | deutscher Richter und Politiker (DDP)                                                                           | 59    |       |
| 26. Oktober | Clemens Lugowski                       | deutscher Germanist                                                                                             | 38    |       |
| 26. Oktober | Rudolf Rothe                           | deutscher Mathematiker und Hochschullehrer                                                                      | 69    |       |
| 27. Oktober | Del Andrews                            | US-amerikanischer Regisseur und Drehbuchautor                                                                   | 48    |       |
| 27. Oktober | Brenda Fowler                          | US-amerikanische Schauspielerin                                                                                 | 59    |       |
| 27. Oktober | Hans Heusser                           | Schweizer Komponist und Dirigent                                                                                | 50    |       |
| 27. Oktober | Helmuth Hübener                        | deutscher Widerstandskämpfer gegen den Nationalsozialismus                                                      | 17    |       |
| 27. Oktober | Gustav Richter                         | Dresdner Arbeiterfunktionär und Antifaschist                                                                    | 52    |       |
| 27. Oktober | Antonín František Slavík               | tschechischer Rundfunkjournalist, Widerstandskämpfer gegen das NS-Regime                                        | 49    |       |
| 27. Oktober | Jan Uher                               | tschechoslowakischer Pädagoge und Hochschullehrer, Widerstandskämpfer gegen das NS-Regime                       | 51    |       |
| 28. Oktober | August Deusser                         | deutscher Maler und Kunstpolitiker                                                                              | 72    |       |
| 28. Oktober | Ferdinand Exl                          | österreichischer Theaterschauspieler                                                                            | 67    |       |
| 28. Oktober | Axel von Freytagh-Loringhoven          | deutscher Jurist, MdR, preußischer Staatsrat und Mitglied im ständigen Internationalen Schiedshofes in Den Haag | 63    |       |
| 28. Oktober | Hans Fuchs                             | deutscher Gynäkologe und Geburtshelfer                                                                          | 69    |       |
| 28. Oktober | Moritz Fürst                           | deutscher Dermato-Venerologe und Urologe                                                                        | 77    |       |
| 28. Oktober | Walter Held                            | deutscher Trotzkist und Opfer des Stalin-Terrors                                                                | 31    |       |
| 28. Oktober | Adolphe Marty                          | französischer Organist, Komponist und Musikdozent                                                               | 77    |       |
| 28. Oktober | Bruno Tacke                            | deutscher Moorforscher und Bodenkundler                                                                         | 81    |       |
| 29. Oktober | Conrad C. Binkele                      | amerikanischer Prediger, Herausgeber und Autor, Mitbegründer der Freien Bibelforscher                           | 74    |       |
| 29. Oktober | Ulrich A. Boschwitz                    | deutscher Schriftsteller                                                                                        | 27    |       |
| 29. Oktober | Wilhelm Köhl                           | bayerischer Generalleutnant                                                                                     | 83    |       |
| 29. Oktober | Leopold Kramer                         | österreichischer Schauspieler                                                                                   | 73    |       |
| 29. Oktober | Paul Gustav Kretschmar                 | deutscher Rechtswissenschaftler und Hochschullehrer                                                             | 77    |       |
| 29. Oktober | Hanna Litten                           | deutsche Bühnenbildnerin                                                                                        | 22    |       |
| 29. Oktober | Karl Josef Müller                      | deutscher Maler                                                                                                 | 77    |       |
| 29. Oktober | Anna Weber-van Bosse                   | niederländische Algologin                                                                                       | 90    |       |
| 30. Oktober | Tony Fasson                            | britischer Kapitänleutnant                                                                                      | 29    |       |
| 30. Oktober | Colin Grazier                          | britischer Seemann                                                                                              | 22    |       |
| 30. Oktober | Freidank Kuchenbuch                    | deutscher Prähistoriker                                                                                         | 32    |       |
| 30. Oktober | Rudolf Sander                          | deutscher Blechblasinstrumentenbauer                                                                            |       |       |
| 30. Oktober | Otto Schmidt                           | deutscher Kleinkrimineller                                                                                      | 36    |       |
| 31. Oktober | Wilhelm Beißwenger                     | württembergischer Landtagsabgeordneter                                                                          | 71    |       |
| 31. Oktober | Pedro Cardoso                          | kapverdischer Journalist und Dichter                                                                            | 52    |       |
| 31. Oktober | Elisar von Kupffer                     | deutsch-baltischer Künstler, Schriftsteller, Historiker und Übersetzer                                          | 70    |       |
| 31. Oktober | Hans Otten                             | deutscher Musiker und Komponist                                                                                 | 37    |       |
| 31. Oktober | Philip Williams                        | US-amerikanischer Marineoffizier                                                                                |       |       |
|             | Oswald Levett                          | österreichischer Schriftsteller und Übersetzer                                                                  | 58    |       |
|             | Heinrich Steinitz                      | österreichischer Rechtsanwalt und Schriftsteller                                                                | 63    |       |

## November
| Tag          | Name                                  | Beruf, bekannt als                                                                       | Alter | Beleg |
| ------------ | ------------------------------------- | ---------------------------------------------------------------------------------------- | ----- | ----- |
| 1. November  | John Norman Collie                    | britischer Chemiker, Bergsteiger und Entdecker                                           | 83    |       |
| 1. November  | Hugo Distler                          | deutscher Komponist und evangelischer Kirchenmusiker                                     | 34    |       |
| 1. November  | Rupert England                        | britischer Kapitän, Marineoffizier und Expeditionsteilnehmer                             | 64    |       |
| 1. November  | Felix Josky                           | deutscher Liedertexter                                                                   | 72    |       |
| 1. November  | Georg Krämer                          | deutscher Jurist und Verfolgter des Nationalsozialismus                                  | 70    |       |
| 1. November  | Jenny Marba                           | deutsche Theater- und Filmschauspielerin                                                 | 73    |       |
| 1. November  | Gustav Rados                          | ungarischer Mathematiker                                                                 | 80    |       |
| 1. November  | Ludwig Siebert                        | deutscher Politiker (NSDAP), MdL, MdR, Bayerischer Ministerpräsident (1933–1942)         | 68    |       |
| 1. November  | Fritz von Zehmen                      | preußischer Generalmajor                                                                 | 82    |       |
| 2. November  | Pawel Iwanowitsch Bodin               | sowjetischer General                                                                     | 42    |       |
| 2. November  | Caroline Lowder Downing               | walisisch-britische Suffragette                                                          | ≈87   |       |
| 2. November  | James Z. Spearing                     | US-amerikanischer Politiker                                                              | 78    |       |
| 3. November  | Erich Haucke                          | deutscher Politiker (NSDAP), MdR                                                         | 41    |       |
| 3. November  | Heinrich Borwin zu Mecklenburg        | Angehöriger des großherzoglichen Haus Mecklenburg und mecklenburgischer Offizier         | 56    |       |
| 3. November  | Alexander Michailowitsch Koschurnikow | russischer Bauingenieur und Eisenbahnstrecken-Erkunder                                   | 37    |       |
| 3. November  | Jaroslav Maria                        | tschechischer Jurist, Anwalt und Schriftsteller jüdischer Herkunft                       | 72    |       |
| 3. November  | Anton Mayer                           | österreichischer Mathematiker                                                            | 39    |       |
| 3. November  | Monne de Miranda                      | niederländischer Kommunalpolitiker und Gewerkschafter                                    | 67    |       |
| 3. November  | Carl Sternheim                        | deutscher Dramatiker und Schriftsteller                                                  | 64    |       |
| 4. November  | Pranas Dovydaitis                     | litauischer Politiker und Premierminister                                                | 55    |       |
| 4. November  | Heinrich Stahl                        | Vorsitzender der Jüdischen Gemeinde zu Berlin (1933–1940)                                | 74    |       |
| 4. November  | Edward C. Stokes                      | US-amerikanischer Politiker                                                              | 81    |       |
| 4. November  | Ernst Vogelsang                       | deutscher Kapitänleutnant und U-Boot-Kommandant im Zweiten Weltkrieg                     | 31    |       |
| 4. November  | Žarko Zrenjanin                       | jugoslawischer Politiker                                                                 | 40    |       |
| 5. November  | George M. Cohan                       | US-amerikanischer Musical-Autor und -Produzent                                           | 64    |       |
| 5. November  | Oscar Geier                           | Schweizer Bobfahrer                                                                      | 60    |       |
| 5. November  | Karl Hoeber                           | deutscher katholischer Journalist und Schriftsteller                                     | 75    |       |
| 5. November  | Erich Karschies                       | deutscher Lehrer und Schriftsteller                                                      | 33    |       |
| 5. November  | Kiyoura Keigo                         | japanischer Politiker und der 23. Premierminister von Japan (1924–1924)                  | 92    |       |
| 5. November  | Théodore Ribail                       | französischer Automobilrennfahrer                                                        | 47    |       |
| 5. November  | Jonas Slier                           | niederländischer Turner                                                                  | 56    |       |
| 6. November  | Allan Benny                           | US-amerikanischer Politiker                                                              | 75    |       |
| 6. November  | Georg Buschan                         | deutscher Mediziner, Anthropologe und Ethnograph                                         | 79    |       |
| 6. November  | Kurt Deißner                          | lutherischer Theologe und Hochschullehrer                                                | 54    |       |
| 6. November  | Wilhelm Jakob Jung                    | deutscher Musikpädagoge und Pianist                                                      | 81    |       |
| 6. November  | Arno Rentsch                          | deutscher Komponist                                                                      | 72    |       |
| 6. November  | Kazimierz Sichulski                   | polnischer Maler, Zeichner und Hochschullehrer                                           | 63    |       |
| 6. November  | Emil Starkenstein                     | tschechoslowakischer Pharmakologe und Mediziner                                          | 57    |       |
| 7. November  | Theodor Croneiß                       | deutscher Jagdflieger und Luftfahrtfunktionär                                            | 47    |       |
| 7. November  | Franz Lichtenberger                   | preußischer Lehrer und Schriftsteller                                                    | 61    |       |
| 7. November  | Emil Rudolf Weiß                      | deutscher Typograf, Grafiker, Maler, Lehrer und Dichter                                  | 67    |       |
| 8. November  | Catherine Hilda Duleep Singh          | britische Suffragette                                                                    | 71    |       |
| 8. November  | Eugen Mittwoch                        | deutscher Orientalist                                                                    | 65    |       |
| 8. November  | Helene Richter                        | österreichische Anglistin                                                                | 81    |       |
| 9. November  | Ernest Chuard                         | Schweizer Politiker                                                                      | 85    |       |
| 9. November  | Charles Courtney Curran               | US-amerikanischer Maler                                                                  | 81    |       |
| 9. November  | Anna Feldhammer                       | österreichische Theaterschauspielerin                                                    |       |       |
| 9. November  | Johann August Malin                   | österreichischer Geologe                                                                 | 40    |       |
| 9. November  | Edna May Oliver                       | US-amerikanische Film- und Theaterschauspielerin                                         | 59    |       |
| 9. November  | Adam Rössner                          | deutscher katholischer Widerstandskämpfer gegen den Nationalsozialismus                  | 74    |       |
| 9. November  | Georgi Stamatow                       | bulgarischer Schriftsteller                                                              | 73    |       |
| 9. November  | Robert M. Wallace                     | US-amerikanischer Politiker                                                              | 86    |       |
| 9. November  | Henio Zytomirski                      | polnischer KZ-Häftling und Holocaustopfer                                                | 9     |       |
| 10. November | William Crozier                       | US-amerikanischer General                                                                | 87    |       |
| 10. November | Alfred Goldhammer                     | österreichischer Widerstandskämpfer gegen den Nationalsozialismus                        |       |       |
| 10. November | Franz Mittendorfer                    | österreichischer Widerstandskämpfer gegen den Nationalsozialismus                        | 33    |       |
| 10. November | Antonia Mück                          | österreichischer Widerstandskämpfer gegen den Nationalsozialismus                        | 30    |       |
| 10. November | Rudolf Pawlikowski                    | deutscher Maschinenbauingenieur, Erfinder und Unternehmer                                | 74    |       |
| 10. November | Julius Puschek                        | österreichischer Werkzeugmacher und Widerstandskämpfer gegen das NS-Regime               | 52    |       |
| 11. November | Giuseppe Canovai                      | italienischer römisch-katholischer Geistlicher und Diplomat, Gründer der Familia Christi | 37    |       |
| 11. November | Billy DeBeck                          | US-amerikanischer Comiczeichner und -autor                                               | 52    |       |
| 11. November | Annie Dirkens                         | deutsch-englische Operettensängerin (Sopran)                                             | 72    |       |
| 11. November | Valdemar Glückstadt                   | dänischer Großkaufmann, Gutsbesitzer und königlich-italienischer Generalkonsul           | 74    |       |
| 11. November | Alexander Olbricht                    | deutscher Maler                                                                          | 66    |       |
| 11. November | Heinrich Richard Reder                | deutscher Landschafts- und Schlachtenmaler                                               | 80    |       |
| 11. November | Leopold Rückert                       | deutscher Politiker (SPD)                                                                | 61    |       |
| 11. November | Ernst Schrämli                        | Schweizer Landesverräter                                                                 |       |       |
| 11. November | Elisabeth Westermann-Pfähler          | deutsche Bildhauerin                                                                     | 58    |       |
| 12. November | Samuel Breslauer                      | deutscher Journalist und Verbandsfunktionär                                              | 72    |       |
| 12. November | Laura Hope Crews                      | US-amerikanische Schauspielerin                                                          | 62    |       |
| 12. November | Elmer Niklander                       | finnischer Leichtathlet                                                                  | 52    |       |
| 12. November | Philadelphia Jack O’Brien             | US-amerikanischer Boxer im Halbschwergewicht                                             | 64    |       |
| 12. November | Evžen Štern                           | tschechoslowakischer Jurist und Politiker                                                | 53    |       |
| 13. November | Daniel J. Callaghan                   | US-amerikanischer Admiral der US Navy                                                    | 52    |       |
| 13. November | Anna Hirsch                           | deutsche Kommunistin, Widerstandskämpferin                                               | 46    |       |
| 13. November | Germaine Labole                       | französische Komponistin und Organistin                                                  | 45    |       |
| 13. November | Georg Mehlis                          | deutscher Philosoph                                                                      | 64    |       |
| 13. November | Francis Joseph Monaghan               | US-amerikanischer Geistlicher, Bischof von Ogdensburg                                    | 52    |       |
| 13. November | Robert Remak                          | deutscher Mathematiker                                                                   | 54    |       |
| 13. November | Anna Schoen-René                      | deutschamerikanische Opernsängerin (Sopran) und Gesangspädagogin                         | 78    |       |
| 13. November | Norman Scott                          | US-amerikanischer 2-Sterne-Admiral im Zweiten Weltkrieg                                  | 53    |       |
| 13. November | Erwin Stührk                          | deutscher Fußballspieler                                                                 | 32    |       |
| 13. November | Cassin Young                          | US-amerikanischer Offizier                                                               | 48    |       |
| 14. November | Peter Robert Berry                    | Schweizer Arzt und Maler                                                                 | 78    |       |
| 14. November | Sidney Fox                            | US-amerikanische Schauspielerin                                                          | 34    |       |
| 14. November | Karl Martin                           | deutscher Geologe und Paläontologe                                                       | 90    |       |
| 14. November | Franco Mazzotti                       | italienischer Adeliger, Pilot sowie Motorboot- und Automobilrennfahrer                   | 37    |       |
| 14. November | Eugen Salomon                         | Fußballfunktionär und Geschäftsmann in Mainz                                             | 54    |       |
| 14. November | Konstantin Sergejewitsch Saslonow     | sowjetischer Eisenbahner, Partisan und „Held der Sowjetunion“                            | 32    |       |
| 15. November | Michael Kirchmann                     | deutscher Skilangläufer                                                                  | 28    |       |
| 15. November | Heinrich XXXIII. Reuß zu Köstritz     | deutscher Diplomat                                                                       | 63    |       |
| 15. November | Annemarie Schwarzenbach               | Schweizer Schriftstellerin und Journalistin                                              | 34    |       |
| 15. November | Erik Severin                          | schwedischer Curler                                                                      | 63    |       |
| 15. November | Josef Wiesen                          | Landesrabbiner des Großherzogtums Sachsen-Weimar-Eisenach                                | 77    |       |
| 16. November | Ben Reitman                           | US-amerikanischer Arzt und Sozialreformer                                                | 63    |       |
| 16. November | Joseph Schmidt                        | österreichischer Opernsänger (lyrischer Tenor)                                           | 38    |       |
| 16. November | Peter Sellemond                       | österreichischer Bildhauer                                                               | 58    |       |
| 16. November | Friedrich Winker                      | deutscher Politiker                                                                      | 58    |       |
| 17. November | Alexander Gaheis                      | österreichischer Klassischer Philologe und Archäologe                                    | 73    |       |
| 17. November | Max Herrmann                          | deutscher Theaterwissenschaftler                                                         | 77    |       |
| 17. November | Ernst Langwerth von Simmern           | deutscher Diplomat                                                                       | 77    |       |
| 17. November | Stefan Pollatschek                    | österreichischer Autor und Journalist                                                    | 52    |       |
| 17. November | Nikolai Nikolajewitsch Rjumin         | sowjetischer Schachspieler                                                               | 34    |       |
| 17. November | Constant Roux                         | französischer Bildhauer                                                                  | 77    |       |
| 18. November | Paul Hartmann                         | deutscher Politiker (DDP)                                                                | 73    |       |
| 18. November | Rudolf Kolisko                        | österreichischer Jurist und Politiker (DVP)                                              | 83    |       |
| 18. November | Milton Kraus                          | US-amerikanischer Politiker                                                              | 76    |       |
| 18. November | Kurt Kühns                            | deutscher Schriftsteller                                                                 | 74    |       |
| 18. November | Moritz Levi                           | US-amerikanischer Romanist deutscher Herkunft                                            | 84    |       |
| 19. November | Else Berg                             | niederländische Malerin                                                                  | 65    |       |
| 19. November | David J. Davis                        | US-amerikanischer Politiker                                                              | 71    |       |
| 19. November | Hettie Belle Ege                      | US-amerikanische Mathematikerin und Hochschullehrerin                                    | 81    |       |
| 19. November | Ilja Issidorowitsch Fondaminski       | russischer Revolutionär                                                                  | 62    |       |
| 19. November | Abraham Fresco                        | niederländischer Maler                                                                   | 39    |       |
| 19. November | Leo Kreindler                         | österreichisch-deutscher Redakteur und Verbandsfunktionär                                | 56    |       |
| 19. November | Ants Laikmaa                          | estnischer Maler                                                                         | 76    |       |
| 19. November | John Mulcahy                          | US-amerikanischer Ruderer                                                                | 66    |       |
| 19. November | Friedrich Rathgen                     | deutscher Chemiker                                                                       | 80    |       |
| 19. November | Kurt Rödel                            | deutscher Turner                                                                         | 37    |       |
| 19. November | Bruno Schulz                          | polnischer Schriftsteller, Literaturkritiker, Graphiker und Zeichner                     | 50    |       |
| 19. November | Mommie Schwarz                        | niederländischer Maler                                                                   | 66    |       |
| 20. November | Julius Andree                         | deutscher Hochschullehrer und Prähistoriker                                              | 53    |       |
| 20. November | Helene Bauer                          | österreichische Journalistin, Sozialistin                                                | 71    |       |
| 20. November | Carry Brachvogel                      | deutsche Schriftstellerin                                                                | 78    |       |
| 20. November | John David Davis                      | britischer Komponist                                                                     | 75    |       |
| 20. November | Wolfgang Duncker                      | deutscher kommunistischer Journalist und Filmkritiker                                    | 33    |       |
| 20. November | Jack Greenwell                        | englischer Fußballspieler und -trainer                                                   | 58    |       |
| 20. November | Natalja Alexandrowna Katschujewskaja  | sowjetische Sanitätsausbilderin                                                          | 20    |       |
| 20. November | John A. Lejeune                       | US-amerikanischer Generalleutnant, 13. Commandant of the Marine Corps                    | 75    |       |
| 20. November | Harry M. Moore                        | US-amerikanischer Offizier und Politiker                                                 | 47    |       |
| 20. November | Rudolph Quidde                        | deutscher Jurist, Politiker und Präsident der Bremer Bürgerschaft                        | 80    |       |
| 20. November | Hans Reupke                           | deutscher Rechtsanwalt, Syndikus, Autor                                                  | 50    |       |
| 20. November | Béla Scheffler                        | sowjetischer Architekt                                                                   |       |       |
| 20. November | Charles Schuchert                     | US-amerikanischer Paläontologe                                                           | 84    |       |
| 20. November | Alfred Selbiger                       | deutscher Jugendleiter, Zionist und Opfer des Holocaust                                  | 28    |       |
| 21. November | Leopold Berchtold                     | österreichisch-ungarischer Außenminister beim Beginn des Ersten Weltkriegs               | 79    |       |
| 21. November | Ludwig Czimatis                       | deutscher Sozialpolitiker und Wegbereiter des Arbeitsschutzes                            | 81    |       |
| 21. November | Hans Erdmann                          | deutscher Filmmusik-Komponist und Musikpublizist                                         | 60    |       |
| 21. November | Clementina Gilly                      | schweizerische Dichterin und Übersetzerin                                                | 84    |       |
| 21. November | Barry Hertzog                         | südafrikanischer General und Politiker                                                   | 76    |       |
| 21. November | Mathilde Hofer                        | deutsche Sängerin und Ehefrau des Malers Karl Hofer                                      | 68    |       |
| 21. November | Einar Lönnberg                        | schwedischer Zoologe und Naturschützer                                                   | 76    |       |
| 21. November | Paul Michael Mendel                   | deutscher Bankier, Kunstsammler und -mäzen                                               | 69    |       |
| 21. November | Rudolf Wondracek                      | österreichischer Architekt                                                               | 56    |       |
| 22. November | Heinrich Ehlers                       | deutscher Politiker                                                                      | 69    |       |
| 22. November | Kitahara Hakushū                      | japanischer Schriftsteller                                                               | 57    |       |
| 22. November | Sabine Lepsius                        | deutsche Porträtmalerin                                                                  | 78    |       |
| 22. November | Friedrich Muckle                      | deutscher Nationalökonom und Schriftsteller, Privatdozent                                | 59    |       |
| 22. November | Jakob Vetsch                          | Mundartforscher und freier Schriftsteller                                                | 63    |       |
| 23. November | Horii Tomitarō                        | Generalmajor der kaiserlich japanischen Armee                                            | 52    |       |
| 23. November | Ferdinand Hrdliczka                   | österreichischer Chemiker und Foto-Industrieller                                         | 82    |       |
| 23. November | Christian Jensen                      | deutscher Physiker und Meteorologe sowie Hochschullehrer an der Universität Hamburg      | 75    |       |
| 23. November | Voldemar Piperal                      | estnischer Fußballspieler                                                                | 42    |       |
| 23. November | Stanisław Saks                        | polnischer Mathematiker                                                                  | 44    |       |
| 23. November | Hernando Siles Reyes                  | bolivianischer Jurist                                                                    | 60    |       |
| 23. November | Rosa Stallbaumer                      | österreichische Widerstandskämpferin                                                     | 44    |       |
| 23. November | Marionella Wladimirowna Koroljowa     | sowjetische Filmschauspielerin, Sanitäterin im Großen Vaterländischen Krieg              | 20    |       |
| 23. November | Stanisław Zaremba                     | polnischer Mathematiker                                                                  | 79    |       |
| 24. November | Giovanni Bertacchi                    | italienischer Dichter, Romanist, Italianist und Literaturwissenschaftler                 | 73    |       |
| 24. November | Carl Christensen                      | dänischer systematischer Botaniker und Erstbeschreiber zahlreicher Arten von Farnen      | 70    |       |
| 24. November | Georg Graf                            | deutscher Architekt und Maler                                                            | 73    |       |
| 24. November | Bohumil Kafka                         | tschechischer Bildhauer und Pädagoge                                                     | 64    |       |
| 24. November | Peadar Kearney                        | irischer Dichter und Autor                                                               | 58    |       |
| 24. November | Hans Schmidt                          | deutscher Politiker                                                                      | 56    |       |
| 24. November | Arthur Stern                          | österreichischer Filmmanager, -produzent und -verleiher                                  | 68    |       |
| 25. November | Helmut Hilpert                        | österreichischer Pianist                                                                 | 19    |       |
| 25. November | Martin Hobohm                         | deutscher Historiker und Publizist                                                       | 59    |       |
| 26. November | Francesco Agello                      | italienischer Pilot                                                                      | 39    |       |
| 26. November | Mohammad Ali Foroughi                 | iranischer Politiker und Ministerpräsident Irans                                         |       |       |
| 26. November | Efraim Frisch                         | deutscher Schriftsteller                                                                 | 69    |       |
| 26. November | Klemens Galocz                        | polnischer römisch-katholischer Geistlicher und Märtyrer                                 | 38    |       |
| 26. November | Boleslaw Jaworskyj                    | ukrainisch-russischer Musikwissenschaftler, Komponist und Hochschullehrer                | 65    |       |
| 26. November | Paul Lawaczeck                        | deutscher Arzt, Bürgermeister (NSDAP) und NS-Parteifunktionär                            | 63    |       |
| 26. November | Jean Perrier                          | französischer Filmarchitekt                                                              | 58    |       |
| 26. November | Paul Salinger                         | deutscher Architekt                                                                      | 77    |       |
| 27. November | Alexandru Cristea                     | moldauischer Komponist und Chorleiter                                                    | 51    |       |
| 27. November | Hermann August Theodor Harms          | deutscher Botaniker und Taxonom                                                          | 72    |       |
| 27. November | Friedrich Kähler                      | deutscher Rechtsanwalt und Bürgermeister von Laage (1900–1936)                           | 69    |       |
| 27. November | Michail Andrejewitsch Ossorgin        | russischer Autor                                                                         | 64    |       |
| 27. November | Robert Philippson                     | deutscher Klassischer Philologe und Gymnasiallehrer                                      | 84    |       |
| 27. November | Eduard Poschinger von Frauenau        | bayerischer Fabrikant und Reichsrat                                                      | 72    |       |
| 28. November | Hermann Brust                         | deutscher Landwirt und NS-Funktionär                                                     | 35    |       |
| 28. November | Toni Jo Henry                         | US-amerikanische Mörderin                                                                | 26    |       |
| 28. November | Hans Leopold Meyer                    | österreichischer organischer Chemiker                                                    | 71    |       |
| 28. November | Ernst Nottbohm                        | deutscher Lebensmittelchemiker                                                           | 63    |       |
| 28. November | Marceli Nowotko                       | polnischer Arbeiterführer                                                                | 49    |       |
| 29. November | Johann Joseph Brungs                  | deutscher Gymnasiallehrer und Heimatforscher                                             | 89    |       |
| 29. November | Hugo von Waldeyer-Hartz               | deutscher Marineoffizier und Schriftsteller                                              | 66    |       |
| 29. November | Károly Zipernowsky                    | ungarischer Maschinenbau-Ingenieur                                                       | 89    |       |
| 30. November | Buck Jones                            | US-amerikanischer Schauspieler                                                           | 51    |       |
| 30. November | Franz Katluhn                         | deutscher Reichsgerichtsrat                                                              | 76    |       |
| 30. November | Hans Lewy                             | deutscher Automobilrennfahrer                                                            | 46    |       |
| 30. November | Hermann Seydel                        | deutscher Jurist                                                                         | 73    |       |
| 30. November | Ernst Hermann Seyffardt               | deutscher Komponist                                                                      | 83    |       |
|              | Georg Haeckel                         | deutscher Pressefotograf                                                                 | 69    |       |
|              | Meta Samson                           | deutsche Pädagogin, Journalistin und Kinderbuchautorin                                   | 48    |       |

## Dezember
| Tag          | Name                              | Beruf, bekannt als                                                                                         | Alter | Beleg |
| ------------ | --------------------------------- | --- | ----- | ----- |
| 1. Dezember  | Karl Albin Becker                 | deutscher KPD-Funktionär                                                                                   | 48    |       |
| 1. Dezember  | Bruno Diamant                     | deutscher Bildhauer                                                                                        | 75    |       |
| 1. Dezember  | Günter Herzog                     | deutscher Jazz- und Unterhaltungsmusiker (Trompete, Leiter)                                                | 32    |       |
| 1. Dezember  | Carl Leopold Hollitzer            | österreichischer Karikaturist und Kabarettist                                                              | 68    |       |
| 1. Dezember  | Felix von Kunowski                | deutscher Stenograf und Systemerfinder                                                                     | 74    |       |
| 1. Dezember  | Ruth Maier                        | österreichische jüdische Schriftstellerin                                                                  | 22    |       |
| 1. Dezember  | William S. Mesick                 | US-amerikanischer Politiker                                                                                | 86    |       |
| 1. Dezember  | Gaston Rivierre                   | französischer Radrennfahrer                                                                                | 80    |       |
| 1. Dezember  | Edward Sheean                     | australischer Matrose im Zweiten Weltkrieg                                                                 | 18    |       |
| 1. Dezember  | George Henry de Thierry           | Wasserbauingenieur und Hochschullehrer                                                                     | 79    |       |
| 1. Dezember  | Ludwig Tuller                     | österreichischer Politiker (SPÖ), Abgeordneter zum Nationalrat, Mitglied des Bundesrates                   | 75    |       |
| 1. Dezember  | Leon Wachholz                     | polnischer Rechtsmediziner                                                                                 | 75    |       |
| 2. Dezember  | Ener Bettica                      | italienischer Militär, Offizier der italienischen Marine                                                   | 35    |       |
| 2. Dezember  | Léon Carré                        | französischer Maler, tätig in Algerien                                                                     | 64    |       |
| 2. Dezember  | Ludwig Godenschweg                | deutscher Bildhauer und Radierer                                                                           | 53    |       |
| 2. Dezember  | Wilhelm Grüning                   | deutscher Opernsänger                                                                                      | 84    |       |
| 2. Dezember  | Julian Marcuse                    | deutscher Arzt und Autor                                                                                   | 80    |       |
| 2. Dezember  | Adolfine Mikes                    | österreichische Hausgehilfin, KPÖ-Funktionärin und Widerstandskämpferin                                    | 39    |       |
| 2. Dezember  | Karl Pinnow                       | Widerstandskämpfer gegen das nationalsozialistische Regime unter Adolf Hitler                              | 47    |       |
| 2. Dezember  | Leonhard Vogel                    | deutscher Veterinär                                                                                        | 79    |       |
| 3. Dezember  | Arthur Berson                     | deutscher Meteorologe                                                                                      | 83    |       |
| 3. Dezember  | Awrelija Iossifowna Dobrowolskaja | sowjetische Opernsängerin und Gesangslehrerin                                                              | 60    |       |
| 3. Dezember  | Hanno Günther                     | kommunistischer Widerstandskämpfer gegen den Nationalsozialismus                                           | 21    |       |
| 3. Dezember  | Wilhelm Junk                      | Antiquar und Verleger                                                                                      | 76    |       |
| 3. Dezember  | Fritz Lamm                        | deutscher Jurist und Vormund für elternlose jüdische Kinder in Berlin                                      | 65    |       |
| 3. Dezember  | Wilhelm Peterson-Berger           | schwedischer Komponist und Musikkritiker                                                                   | 75    |       |
| 3. Dezember  | Blanche Selva                     | französische Pianistin, Musikwissenschaftlerin, Komponistin und Musikpädagogin                             | 58    |       |
| 4. Dezember  | Adalbert Antonow                  | bulgarischer kommunistischer Aktivist                                                                      | 32    |       |
| 4. Dezember  | Friedrich Keubler-Böhm            | deutscher Politiker (DVP), MdR                                                                             | 84    |       |
| 4. Dezember  | Juhan Kukk                        | estnischer Wirtschaftsexperte und Politiker, Staatsoberhaupt der Republik Estland (1922–1923)              | 57    |       |
| 4. Dezember  | Fritz Löhner-Beda                 | österreichischer Librettist, Schlagertexter und Schriftsteller                                             | 59    |       |
| 4. Dezember  | Nakajima Atsushi                  | japanischer Schriftsteller                                                                                 | 33    |       |
| 4. Dezember  | Franz Arthur Schulze              | deutscher Physiker                                                                                         | 70    |       |
| 4. Dezember  | Arthur Augustus Tilley            | britischer Romanist und Historiker                                                                         | 91    |       |
| 5. Dezember  | Wilhelm Koch                      | deutscher Verwaltungsjurist und Ministerialbeamter                                                         | 78    |       |
| 5. Dezember  | Lawrence B. Stringer              | US-amerikanischer Politiker                                                                                | 76    |       |
| 5. Dezember  | Richard Tucker                    | US-amerikanischer Schauspieler                                                                             | 58    |       |
| 6. Dezember  | Josef Gumpold                     | österreichischer Skispringer                                                                               | 34    |       |
| 6. Dezember  | Karl Herxheimer                   | deutscher Mediziner                                                                                        | 81    |       |
| 6. Dezember  | Siegfried Lichtenstaedter         | deutscher Jurist und jüdischer Publizist                                                                   | 77    |       |
| 6. Dezember  | Grigol Peradse                    | georgischer Theologe und Orientalist                                                                       | 43    |       |
| 6. Dezember  | Augustin Savard                   | französischer Komponist und Musikpädagoge                                                                  | 81    |       |
| 6. Dezember  | Otto Scharf                       | deutscher Bergbauingenieur, Bergwerksdirektor und Industrie-Manager                                        |       |       |
| 7. Dezember  | Philip Allen Bennett              | US-amerikanischer Politiker                                                                                | 61    |       |
| 7. Dezember  | Hubert Gercke                     | deutscher Offizier, zuletzt General der Infanterie im Zweiten Weltkrieg                                    | 61    |       |
| 7. Dezember  | Siegmund Hellmann                 | deutscher Historiker                                                                                       | 70    |       |
| 7. Dezember  | Richard Katzenstein               | deutscher Chemiker und Unternehmer, Opfer des Holocaust                                                    | 74    |       |
| 7. Dezember  | Siegmund Labisch                  | staatenloser Rabbiner und Fotograf                                                                         | 79    |       |
| 7. Dezember  | Teodoro Mayer                     | italienischer Politiker und Journalist                                                                     | 82    |       |
| 7. Dezember  | Gustavus Myers                    | US-amerikanischer Autor                                                                                    | 70    |       |
| 7. Dezember  | Henny Neumann-Bock                | deutsch-jüdische Konzertsängerin und Übersetzerin                                                          | 87    |       |
| 7. Dezember  | Hans Posse                        | deutscher Kunsthistoriker                                                                                  | 63    |       |
| 7. Dezember  | Walter Prüfke                     | deutscher SA-Führer und Politiker (NSDAP)                                                                  | 34    |       |
| 8. Dezember  | Karl Holzapfel                    | deutscher Gynäkologe und Hochschullehrer                                                                   | 75    |       |
| 8. Dezember  | Albert Kahn                       | US-amerikanischer Architekt                                                                                | 73    |       |
| 8. Dezember  | Martha Küntzel                    | deutsche Pianistin und Autorin theosophischer Schriften und Übersetzerin                                   |       |       |
| 8. Dezember  | Eitel Friedrich von Preußen       | preußischer Generalmajor, Herrenmeister des Johanniterordens                                               | 59    |       |
| 8. Dezember  | Helene Raff                       | deutsche Malerin und Schriftstellerin                                                                      | 77    |       |
| 8. Dezember  | Fritz Servas                      | deutscher Fußballspieler                                                                                   | 65    |       |
| 8. Dezember  | Noja Vestermans                   | lettischer Fußballspieler                                                                                  | 29    |       |
| 9. Dezember  | Adolf Clemens                     | deutscher Chorleiter, Chorkomponist und Kompositionslehrer                                                 | 33    |       |
| 9. Dezember  | Rudolf Grosse                     | deutscher Widerstandskämpfer gegen den Nationalsozialismus                                                 | 37    |       |
| 9. Dezember  | Dwarkanath Kotnis                 | indischer Arzt, Widerständler gegen die japanische Invasion in China                                       | 32    |       |
| 9. Dezember  | Wilhelm Kurtz                     | österreichischer Kunsthändler, Amateurboxer und Sportfunktionär                                            | 45    |       |
| 9. Dezember  | Oskari Mantere                    | finnischer Politiker, Mitglied des Reichstags und Ministerpräsident                                        | 68    |       |
| 9. Dezember  | Denys Puech                       | französischer Bildhauer                                                                                    | 88    |       |
| 9. Dezember  | Carl Heinz Wolff                  | deutscher Filmregisseur und Filmproduzent                                                                  | 58    |       |
| 10. Dezember | Richard Bauroth                   | deutscher Bildhauer                                                                                        | 58    |       |
| 10. Dezember | Moritz von und zu Egloffstein     | bayerischer Generalmajor und Führer der Königlich Bayerischen Kavallerie-Division                          | 81    |       |
| 10. Dezember | Martin Finkelgruen                | deutscher Kaufmann                                                                                         | 66    |       |
| 10. Dezember | Botho von Frantzius               | deutscher Offizier, zuletzt Generalmajor im Zweiten Weltkrieg                                              | 44    |       |
| 10. Dezember | Edwin Geist                       | deutscher Komponist und Musikschriftsteller                                                                | 40    |       |
| 10. Dezember | Michael Franz Haas                | österreichischer Widerstandskämpfer                                                                        | 36    |       |
| 10. Dezember | Millicent Mackenzie               | englisch-britische Pädagogin, Politikerin und Frauenwahlrechtsaktivistin                                   | 79    |       |
| 10. Dezember | Victor Manheimer                  | deutsch-jüdischer Germanist und Bibliophiler                                                               | 65    |       |
| 10. Dezember | Henry Alexander Miers             | britischer Mineraloge                                                                                      | 84    |       |
| 10. Dezember | Joseph F. O’Connell               | US-amerikanischer Politiker                                                                                | 70    |       |
| 10. Dezember | Erwin Panndorf                    | deutsch-sowjetischer Kommunist, Arbeitersportler, Gewerkschafter und antifaschistischer Widerstandskämpfer | 38    |       |
| 10. Dezember | Wilhelm Riemschneider             | deutscher Klassischer Philologe                                                                            | 46    |       |
| 10. Dezember | Jonas Sutkus                      | litauischer Generalleutnant und Politiker                                                                  | 49    |       |
| 10. Dezember | Karl Wendt                        | deutscher Pädagoge, Schulleiter und Heimatforscher                                                         | 73    |       |
| 11. Dezember | Wilhelm Friedmann                 | deutscher Romanist und Literaturwissenschaftler                                                            | 58    |       |
| 11. Dezember | Fanny Freund-Marcus               | österreichische Publizistin, Redakteurin und Frauenrechtsaktivistin                                        | 69    |       |
| 11. Dezember | Jochen Klepper                    | deutscher Journalist, Schriftsteller und Liederdichter                                                     | 39    |       |
| 11. Dezember | Séraphine Louis                   | französische Malerin                                                                                       | 78    |       |
| 11. Dezember | Karl Lund                         | finnischer Turner                                                                                          | 54    |       |
| 11. Dezember | Otto Marxer                       | deutscher SA-Führer und Sparkassenfunktionär                                                               | 45    |       |
| 11. Dezember | Emil Georg von Stauß              | deutscher Bankier und Politiker (DVP), MdR                                                                 | 65    |       |
| 12. Dezember | Walther von Corswant              | deutscher Politiker (NSDAP), MdR und Landrat im Landkreis Greifswald                                       | 56    |       |
| 12. Dezember | Robert Danneberg                  | sozialdemokratischer Politiker und Jurist der Ersten Republik in Österreich                                | 57    |       |
| 12. Dezember | Harry Augustus Garfield           | US-amerikanischer Rechts- und Politikwissenschaftler                                                       | 79    |       |
| 12. Dezember | Martha Harpf                      | deutsche Kauffrau und Politikerin (DDP, SPD), MdPl                                                         | 68    |       |
| 12. Dezember | Herbert Hinterleithner            | österreichischer Dichter aus dem Kreis der katholischen Jugendbewegung Bund Neuland                        | 26    |       |
| 12. Dezember | Hugo Holle                        | deutscher Komponist, Chorleiter, Hochschullehrer und Musikwissenschaftler                                  | 52    |       |
| 12. Dezember | Ture Ödlund                       | schwedischer Curler                                                                                        | 48    |       |
| 12. Dezember | Heinrich Jacob von Recklinghausen | deutscher Arzt, Blutdruckforscher und Philosoph                                                            | 75    |       |
| 12. Dezember | Sepp Rittler                      | österreichischer Heimatdichter und Gründer der Niederösterreichischen Presse                               | 50    |       |
| 12. Dezember | Wilhelm Viertmann                 | deutscher evangelischer Theologe                                                                           | 33    |       |
| 12. Dezember | Helen Westley                     | US-amerikanische Schauspielerin                                                                            | 67    |       |
| 13. Dezember | Hermann zu Dohna-Finckenstein     | deutscher Politiker                                                                                        | 48    |       |
| 13. Dezember | Eleanor Everest Freer             | US-amerikanische Komponistin und Philanthropin                                                             | 78    |       |
| 13. Dezember | Adolphe Grisel                    | französischer Leichtathlet und Turner                                                                      | 70    |       |
| 13. Dezember | Charles Edward Kiefner            | US-amerikanischer Politiker                                                                                | 73    |       |
| 13. Dezember | Wladimir Ledóchowski              | polnischer Adeliger und Generaloberer der Societas Jesu (Jesuiten)                                         | 76    |       |
| 13. Dezember | Heinrich Meyer                    | deutscher Unternehmer und Werftdirektor in Bremen-Vegesack                                                 | 73    |       |
| 13. Dezember | Salvatore Todaro                  | italienischer Marineoffizier und U-Boot-Kommandant                                                         | 34    |       |
| 13. Dezember | Jacob Jan Alexander Wijs          | niederländischer Chemiker                                                                                  | 78    |       |
| 14. Dezember | Viggo Brøndal                     | dänischer Romanist und Sprachphilosoph                                                                     | 55    |       |
| 14. Dezember | Rudolf Dietz                      | deutscher Lehrer, Schulbuchautor und Heimatdichter                                                         | 79    |       |
| 14. Dezember | Edo Fimmen                        | internationaler Gewerkschaftsfunktionär                                                                    | 60    |       |
| 14. Dezember | Paul Kirsten                      | deutscher Schriftsteller                                                                                   | 89    |       |
| 14. Dezember | Charles Krier                     | luxemburgischer Radrennfahrer                                                                              | 40    |       |
| 14. Dezember | Hubert Work                       | US-amerikanischer Politiker                                                                                | 82    |       |
| 14. Dezember | Leonie Zuntz                      | deutsche Hethitologin                                                                                      | 34    |       |
| 15. Dezember | Faik Konica                       | albanischer Publizist und Intellektueller                                                                  | 67    |       |
| 15. Dezember | Friedrich Siegenthaler            | Schweizer Politiker                                                                                        | 70    |       |
| 15. Dezember | Kitty de Wijze                    | niederländische jüdische Einwohnerin Nijmegens und Holocaustopfer                                          | 22    |       |
| 16. Dezember | Richard Breitenfeld               | deutsch-österreichischer Opernsänger (Bariton)                                                             | 73    |       |
| 16. Dezember | William R. Eaton                  | US-amerikanischer Politiker                                                                                | 64    |       |
| 16. Dezember | Selma Meerbaum-Eisinger           | deutschsprachige jüdische Dichterin                                                                        | 18    |       |
| 16. Dezember | Elias van Praag                   | niederländischer Schauspieler                                                                              | 58    |       |
| 16. Dezember | Josef Quinke                      | katholischer Priester                                                                                      | 37    |       |
| 16. Dezember | Karl Schaefer                     | deutscher Kunsthistoriker und Museumsdirektor                                                              | 72    |       |
| 16. Dezember | Samuel Steinherz                  | österreichischer Mediävist und Hochschullehrer                                                             | 85    |       |
| 16. Dezember | Augustinas Voldemaras             | litauischer Politiker                                                                                      | 59    |       |
| 17. Dezember | Frank H. Buck                     | US-amerikanischer Politiker                                                                                | 55    |       |
| 17. Dezember | Oskar Debus                       | deutscher Widerstandskämpfer                                                                               | 56    |       |
| 17. Dezember | Julius Stwertka                   | österreichischer Violinist und Konzertmeister                                                              | 70    |       |
| 17. Dezember | Zulime Taft                       | US-amerikanische Malerin und Bildhauerin                                                                   | 72    |       |
| 18. Dezember | Heinrich Bauser                   | deutscher Bildhauer                                                                                        | 84    |       |
| 18. Dezember | Ludwig Fabian                     | österreichischer Bergmann und Widerstandskämpfer gegen das NS-Regime                                       | 42    |       |
| 18. Dezember | Kurt Gebauer                      | deutscher Klassischer Archäologe                                                                           | 33    |       |
| 18. Dezember | Franz Glötzl                      | österreichischer Bergmann und Opfer der politischen Justiz des Nationalsozialismus                         | 32    |       |
| 18. Dezember | Felix Grafe                       | österreichischer Schriftsteller                                                                            | 54    |       |
| 18. Dezember | Michael Kausch                    | deutsch-rumänischer Lehrer und Politiker                                                                   | 65    |       |
| 18. Dezember | Willem Naudin ten Cate            | niederländischer Vizeadmiral und Politiker                                                                 | 82    |       |
| 18. Dezember | Alois Pelzmann                    | österreichischer Arbeiter und Opfer der politischen Justiz des Nationalsozialismus                         | 48    |       |
| 18. Dezember | Antonio Riva                      | Schweizer Jurist und Politiker                                                                             | 72    |       |
| 18. Dezember | Anton Roth                        | österreichischer Hilfsarbeiter und Opfer der politischen Justiz des Nationalsozialismus                    | 30    |       |
| 18. Dezember | Tsukada Osamu                     | japanischer Generalleutnant und stellvertretender Generalstabschef                                         | 56    |       |
| 18. Dezember | Philipp Witkop                    | deutscher Literaturwissenschaftler und Hochschullehrer                                                     | 62    |       |
| 19. Dezember | Hans Hunziker                     | Schweizer Unternehmer                                                                                      | 68    |       |
| 19. Dezember | Robert Lauber                     | sudetendeutscher römisch-katholischer Geistlicher und Märtyrer                                             | 36    |       |
| 19. Dezember | Carl Schwenk                      | deutscher Unternehmer                                                                                      | 90    |       |
| 20. Dezember | Dan Ahearn                        | US-amerikanischer Leichtathlet                                                                             | 54    |       |
| 20. Dezember | Else Croner                       | deutsche Schriftstellerin                                                                                  | 64    |       |
| 20. Dezember | Jean Gilbert                      | Komponist                                                                                                  | 63    |       |
| 20. Dezember | Hans Gerhard Gräf                 | deutscher Goethe-Forscher                                                                                  | 78    |       |
| 20. Dezember | Wilhelm Klumberg                  | deutschbaltischer Staats- und Wirtschaftswissenschaftler                                                   | 56    |       |
| 20. Dezember | Hubert Kühl                       | deutscher Redakteur und Nationalsozialist                                                                  | 39    |       |
| 21. Dezember | Benno Bing                        | deutscher Kaufmann und Theaterdirektor                                                                     | 67    |       |
| 21. Dezember | Franz Boas                        | deutsch-US-amerikanischer Ethnologe                                                                        | 84    |       |
| 21. Dezember | Francis Bousquet                  | französischer Komponist                                                                                    | 52    |       |
| 21. Dezember | Martin Dülfer                     | deutscher Architekt und Hochschullehrer                                                                    | 83    |       |
| 21. Dezember | Isauro Gabaldon                   | philippinischer Politiker                                                                                  | 67    |       |
| 21. Dezember | Heinrich Hermanns                 | deutscher Lithograf sowie Landschafts- und Architekturmaler der Düsseldorfer Schule                        | 80    |       |
| 21. Dezember | Friedrich Kutzbach                | deutscher Architekt und Denkmalpfleger, Stadtkonservator von Trier                                         | 69    |       |
| 21. Dezember | Marie Magyar                      | österreichische Malerin und Grafikerin                                                                     | 88    |       |
| 21. Dezember | Otto Oberdrevermann               | deutscher Jurist und Politiker (NSDAP)                                                                     | 60    |       |
| 21. Dezember | Bernhard Polefka                  | deutscher römisch-katholischer Geistlicher, Steyler Missionar und Märtyrer                                 | 32    |       |
| 21. Dezember | Heinz von Randow                  | deutscher Offizier, zuletzt Generalleutnant im Zweiten Weltkrieg                                           | 52    |       |
| 21. Dezember | Kurt von Rössing                  | deutscher Vizeadmiral der Kaiserlichen Marine                                                              | 74    |       |
| 21. Dezember | Isidor Sadger                     | österreichischer Arzt und Psychoanalytiker                                                                 | 75    |       |
| 21. Dezember | Franz Schaffgotsch                | österreichischer Maler                                                                                     | 40    |       |
| 22. Dezember | Claire Allen                      | US-amerikanischer Architekt                                                                                | 89    |       |
| 22. Dezember | Hans Anetsberger                  | deutscher Porträt- und Landschaftsmaler                                                                    | 72    |       |
| 22. Dezember | Johann Vincenz Cissarz            | deutscher Künstler                                                                                         | 69    |       |
| 22. Dezember | Hans Coppi                        | deutscher Widerstandskämpfer, Mitglied der Widerstandsgruppe Rote Kapelle                                  | 26    |       |
| 22. Dezember | John Graudenz                     | deutscher Pressefotograf und Widerstandskämpfer                                                            | 58    |       |
| 22. Dezember | Herbert M. Gutmann                | deutscher Bankier und Sammler islamischer Kunst                                                            | 63    |       |
| 22. Dezember | Arvid Harnack                     | deutscher Jurist, Nationalökonom und Widerstandskämpfer                                                    | 41    |       |
| 22. Dezember | Horst Heilmann                    | deutscher Widerstandskämpfer                                                                               | 19    |       |
| 22. Dezember | Albert Hößler                     | deutscher Widerstandskämpfer                                                                               | 32    |       |
| 22. Dezember | Leonhard Kleiber                  | deutscher Musiker, Komponist und Kapellmeister                                                             | 79    |       |
| 22. Dezember | Robert Kosch                      | preußischer General der Infanterie                                                                         | 86    |       |
| 22. Dezember | Herbert Leupold                   | deutscher Skilangläufer                                                                                    | 34    |       |
| 22. Dezember | Georg Magnus                      | deutscher Chirurg und Hochschullehrer                                                                      | 59    |       |
| 22. Dezember | Georg Prader                      | niederösterreichischer Politiker (CSP), Landtagsabgeordneter                                               | 62    |       |
| 22. Dezember | Walter Rietig                     | deutscher Arbeiter im Rüsselsheimer Opelwerk, Opfer des Nationalsozialismus                                | 36    |       |
| 22. Dezember | Rudolf von Scheliha               | deutscher Diplomat und Widerstandskämpfer im Nationalsozialismus, Mitglied der Roten Kapelle               | 45    |       |
| 22. Dezember | Kurt Schulze                      | deutscher Funker und Widerstandskämpfer                                                                    | 47    |       |
| 22. Dezember | Harro Schulze-Boysen              | deutscher Offizier, Publizist und Widerstandskämpfer                                                       | 33    |       |
| 22. Dezember | Libertas Schulze-Boysen           | deutsche Widerstandskämpferin, Mitglied der Widerstandsgruppe Rote Kapelle                                 | 29    |       |
| 22. Dezember | Elisabeth Schumacher              | deutsche Widerstandskämpferin                                                                              | 38    |       |
| 22. Dezember | Kurt Schumacher                   | deutscher Bildhauer und kommunistischer Widerstandskämpfer                                                 | 37    |       |
| 22. Dezember | Ilse Stöbe                        | deutsche Journalistin und Widerstandskämpferin                                                             | 31    |       |
| 22. Dezember | Julius von Szöreghy               | ungarischer Schauspieler und Filmregisseur                                                                 | 59    |       |
| 22. Dezember | Gerhard Wartenberg                | deutscher Autor, Anarchosyndikalist                                                                        | 38    |       |
| 23. Dezember | Walter Altschul                   | tschechoslowakischer Röntgenologe und Opernsänger                                                          | 59    |       |
| 23. Dezember | Konstantin Dmitrijewitsch Balmont | russischer Lyriker, Dichter der russischen Moderne                                                         | 75    |       |
| 23. Dezember | Alwin Bielefeldt                  | deutscher Verwaltungsjurist, Kleingarten-Pionier                                                           | 85    |       |
| 23. Dezember | Franklin Ellsworth                | US-amerikanischer Politiker                                                                                | 63    |       |
| 23. Dezember | L. Paul Howland                   | US-amerikanischer Politiker (Republikanische Partei)                                                       | 77    |       |
| 23. Dezember | Erhard Kupfer                     | bayerischer Landtagsabgeordneter (SPD)                                                                     | 60    |       |
| 23. Dezember | Johanna Oppenheimer               | deutsche Malerin                                                                                           | 70    |       |
| 24. Dezember | Heinrich von Albedyll             | preußischer Generalmajor im Ersten Weltkrieg                                                               | 77    |       |
| 24. Dezember | Else Alken                        | deutsche Politikerin der Zentrumspartei                                                                    | 65    |       |
| 24. Dezember | Wolf Bergenroth                   | deutscher Maler und Illustrator                                                                            | 49    |       |
| 24. Dezember | Hermann von Brandenstein          | deutscher General der Infanterie                                                                           | 74    |       |
| 24. Dezember | François Darlan                   | französischer Admiral und Politiker                                                                        | 61    |       |
| 24. Dezember | Winzent Hadleuski                 | weißrussischer katholischer Priester und Politiker                                                         | 54    |       |
| 24. Dezember | Friedrich Klose                   | deutscher Komponist und Musikpädagoge                                                                      | 80    |       |
| 24. Dezember | Hélène Kro                        | polnische Kommunistin, Jüdin, Mitglied der Résistance im Zweiten Weltkrieg                                 | 29    |       |
| 24. Dezember | Josef von Manowarda               | österreichischer Opernsänger (Bass und Heldenbariton)                                                      | 52    |       |
| 24. Dezember | Bernhard Tittel                   | österreichischer Dirigent und Komponist                                                                    | 69    |       |
| 24. Dezember | Jiang Zuobin                      | chinesischer Diplomat                                                                                      | 58    |       |
| 25. Dezember | Josefine Christen                 | österreichische Bildhauerin, Sängerin und Politikerin (CS, PÖM)                                            | 73    |       |
| 25. Dezember | George L. Cobb                    | US-amerikanischer Komponist                                                                                | 56    |       |
| 25. Dezember | Hans-Wolfgang von Herwarth        | deutscher Oberst, Militärattaché, Publizist und Ministerialbeamter                                         | 71    |       |
| 25. Dezember | Augustin Kolb                     | deutscher Kirchenmaler                                                                                     | 73    |       |
| 25. Dezember | Adolf Mayer                       | deutscher Agrikulturchemiker                                                                               | 99    |       |
| 25. Dezember | George Ratsey                     | britischer Segler                                                                                          | 67    |       |
| 25. Dezember | Oskar Schultz-Gora                | deutscher Romanist und Provenzalist                                                                        | 82    |       |
| 25. Dezember | Louis de Serres                   | französischer Komponist und Musikpädagoge                                                                  | 78    |       |
| 25. Dezember | Aurel Stodola                     | Maschinenbauingenieur                                                                                      | 83    |       |
| 25. Dezember | Vojislav Vučković                 | jugoslawischer Komponist                                                                                   | 32    |       |
| 25. Dezember | Josef Zwetzbacher                 | österreichischer Politiker (CSP), Landtagsabgeordneter, Mitglied des Bundesrates                           | 68    |       |
| 26. Dezember | Frank Dawson Adams                | kanadischer Geologe                                                                                        | 83    |       |
| 26. Dezember | Majer Balaban                     | jüdischer Historiker                                                                                       | 65    |       |
| 26. Dezember | Wilhelm Hammer                    | österreichischer Geologe                                                                                   | 67    |       |
| 26. Dezember | Frederic Storck                   | rumänischer Bildhauer                                                                                      | 70    |       |
| 27. Dezember | Jan Ankerman                      | niederländischer Hockeyspieler                                                                             | 36    |       |
| 27. Dezember | Reginald Blomfield                | britischer Architekt, Gartengestalter und Autor                                                            | 86    |       |
| 27. Dezember | Heinrich Gomperz                  | österreichischer Philosoph                                                                                 | 69    |       |
| 27. Dezember | Arthur Heygate Mackmurdo          | britischer Architekt und Designer                                                                          | 91    |       |
| 27. Dezember | William G. Morgan                 | US-amerikanischer Sporttrainer und der Erfinder des Volleyballs                                            | 72    |       |
| 27. Dezember | Julius Schoeps                    | deutscher Sanitätsoffizier                                                                                 | 78    |       |
| 27. Dezember | Anna Ziegler                      | deutsche Politikerin (USPD, SPD), MdR                                                                      | 60    |       |
| 28. Dezember | Albert von Brunn                  | deutscher Astronom                                                                                         | 62    |       |
| 28. Dezember | Jakob von Danner                  | deutscher Generalleutnant                                                                                  | 77    |       |
| 28. Dezember | Alfred Flatow                     | deutscher Turner und Olympiasieger                                                                         | 73    |       |
| 28. Dezember | Jure Francetić                    | kroatischer Soldat und Offizier, Oberbefehlshaber der Schwarzen Legion                                     | 30    |       |
| 28. Dezember | Johann Graack                     | Landrat und Politiker (NSDAP)                                                                              | 45    |       |
| 28. Dezember | Robert Regout                     | niederländischer Jesuit                                                                                    | 46    |       |
| 28. Dezember | Edmund Reismann                   | österreichischer sozialdemokratischer Politiker                                                            | 61    |       |
| 28. Dezember | Alfonso Valerio                   | italienischer Jurist und Politiker                                                                         | 90    |       |
| 28. Dezember | Max Westphal                      | deutscher Politiker (SPD), MdL                                                                             | 47    |       |
| 29. Dezember | Johannes Elterich                 | höherer sächsischer Staatsbeamter                                                                          | 82    |       |
| 29. Dezember | Reinhard Flesch                   | deutscher SS-Führer und Gestapomitarbeiter                                                                 | 48    |       |
| 29. Dezember | Albrecht Erich Günther            | deutscher Publizist                                                                                        | 49    |       |
| 29. Dezember | Heinz Körvers                     | deutscher Handballspieler                                                                                  | 27    |       |
| 29. Dezember | Inga Ley                          | deutsche Mezzosopranistin und Kinderbuchautorin                                                            | 26    |       |
| 29. Dezember | Hugh L. Nichols                   | US-amerikanischer Jurist und Politiker                                                                     | 77    |       |
| 29. Dezember | Kurt Otto                         | deutscher Fußballspieler und -trainer                                                                      | 42    |       |
| 29. Dezember | Màrius Torres                     | katalanischer Lyriker                                                                                      | 32    |       |
| 29. Dezember | Hans Zehetner                     | österreichischer Handballspieler                                                                           | 30    |       |
| 30. Dezember | Friedrich Cramm                   | deutscher Landwirt und Politiker (DVP), MdR                                                                | 68    |       |
| 30. Dezember | Henryk Glicenstein                | polnisch-US-amerikanischer Bildhauer, Radierer und Maler                                                   | 72    |       |
| 30. Dezember | Nevile Henderson                  | britischer Botschafter in Deutschland (1937–1939)                                                          | 60    |       |
| 30. Dezember | Otto Leers                        | deutscher Jurist, Ministerialbeamter und Politiker (DDP), Staatsminister, MdL                              | 67    |       |
| 30. Dezember | Ivan Lochakoff                    | russischer Filmarchitekt beim russischen, französischen und deutschen Film                                 |       |       |
| 30. Dezember | Valter Neeris                     | estnischer Fußballnationalspieler                                                                          | 27    |       |
| 31. Dezember | Jacques Abraham                   | deutscher Rechtsanwalt und Begründer der Zeitschrift für Beamtenrecht                                      | 62    |       |
| 31. Dezember | Tatjana Bogdanowitsch             | russische bzw. sowjetische Schriftstellerin                                                                | 70    |       |
| 31. Dezember | Magnus von Knebel                 | deutscher Agrarpolitiker                                                                                   | 52    |       |
| 31. Dezember | Moissei Aaronowitsch Krol         | russischer Ethnologe, Publizist und Jurist                                                                 | 80    |       |
| 31. Dezember | Wilhelm Lutsch                    | deutscher Jurist und Politiker                                                                             | 63    |       |
| 31. Dezember | Walter Mruk                       | US-amerikanischer Maler                                                                                    | 59    |       |
| 31. Dezember | Olavi Remes                       | finnischer Offizier und Skilangläufer                                                                      | 33    |       |
| 31. Dezember | Karl Tofer                        | estnischer Diplomat                                                                                        | 57    |       |
|              | Rowland Bingham                   | britisch-kanadischer Geistlicher, Missionar und Schriftsteller                                             |       |       |
|              | Vital Dreyfus                     | französischer Arzt und Widerstandskämpfer                                                                  | 41    |       |
|              | Gustav Hobelmann                  | deutscher Richter, Politiker (DVP) und Senator im Senat der Freien Hansestadt Bremen                       |       |       |
|              | Ingeborg Jacobson                 | deutsche evangelische Kauffrau, Helferin im Büro Grüber                                                    | 27    |       |
|              | Willy Lehmann                     | sowjetischer Spion im Deutschen Reich                                                                      | 58    |       |
|              | Hildegard Rothe-Ille              | deutsche Mathematikerin                                                                                    | 43    |       |
|              | Hans-Jürgen Scheringer            | preußischer Landrat                                                                                        |       |       |
|              | Siegfried Schulz                  | preußischer Offizier, zuletzt Major                                                                        |       |       |